# Guntakal
Guntakal, en hindi : गुंटकल, est une ville du district d'Anantapur, dans l'État de l'Andhra Pradesh, en Inde. Selon le recensement de l'Inde de 2011, elle compte une population de 126 270 habitants.